# جونگ گون جو
جونگ گون جو (کره‌ای: 정건주؛ زادهٔ ۲۶ مه ۱۹۹۵) بازیگر اهل کره جنوبی است. او در چندین مجموعهٔ اینترنتی ایفای نقش کرد پیش از اینکه در مجموعه‌های تلویزیونی حضور پیدا کند.

## فیلم‌شناسی

### فیلم
| سال | عنوان   | نقش          | توضیحات | منابع |
| --- | ------- | ------------ | ------- | ----- |
| ن/م | Rebound | جونگ کانگ-هو |         | [ ۱ ] |

### مجموعه‌های تلویزیونی
| سال  | عنوان                                | نقش                          | توضیحات               | منابع |
| ---- | ------------------------------------ | ---------------------------- | --------------------- | ----- |
| ۲۰۱۸ | باید اول ببوسیم؟                     | مرد در ناحیه استراحت بزرگراه |                       |       |
| ۲۰۱۸ | Fork You Boss 2                      | کارآموز                      |                       | [ ۲ ] |
| ۲۰۱۸ | سومین افسون                          | ام‌جی                         |                       |       |
| ۲۰۱۸ | درامای ویژه کی‌بی‌اس – ماهی تن و دلفین | جو وو جین                    |                       | [ ۳ ] |
| ۲۰۱۹ | تو فوق‌العاده‌ای                       | لی دو-هوا                    |                       | [ ۴ ] |
| ۲۰۲۰ | اوه عزیز من                          | چوی کانگ                     |                       |       |
| ۲۰۲۱ | زیبایی حقیقی                         | ریو هیونگ مین                | حضور افتخاری (قسمت ۷) | [ ۵ ] |
| ۲۰۲۱ | خانه مجله ماهانه                     | شین گیوم                     |                       | [ ۶ ] |
| ۲۰۲۳ | مهمانسرای رمانتیک مخفی               | جونگ یو ها                   |                       |       |

### مجموعه‌های اینترنتی
| سال  | عنوان           | نقش                    | توضیحات               | منابع |
| ---- | --------------- | ---------------------- | --------------------- | ----- |
| ۲۰۱۸ | گل همیشه بعد از | چوی وونگ               |                       | [ ۷ ] |
| ۲۰۱۸ | ای-تین          | دانشجو معلم تربیت بدنی |                       |       |
| ۲۰۱۸ | دابلیواچ‌وای     | چا یون وو              |                       | [ ۸ ] |
| ۲۰۱۹ | بهترین پایان    | چوی وونگ               |                       | [ ۹ ] |
| ۲۰۲۰ | دوباره پایان    | چوی وونگ               | حضور افتخاری          | [ ۹ ] |
| ۲۰۲۲ | بوسه حس ششم     | دوست‌پسر سابق یه‌سول     | حضور افتخاری (قسمت ۱) |       |

### برنامه‌های اینترنتی
| سال  | عنوان           | نقش          | توضیحات           | منابع  |
| ---- | --------------- | ------------ | ----------------- | ------ |
| ۲۰۱۸ | اوپا من نمی‌دونم | عضو بازیگران | استودیو لولو لالا | [ ۱۰ ] |

### موزیک ویدئو
| سال  | عنوان                     | آرتیست |
| ---- | ------------------------- | ------ |
| ۲۰۱۷ | "آی لایک یو" (좋아합니다) | دی‌سیکس |